# Begraafplaats van Komen (Frankrijk)
De Begraafplaats van Komen is een gemeentelijke begraafplaats in de Franse gemeente Komen. De begraafplaats ligt langs de Rue du Bas Chemin in het noorden van de gemeente en is volledig ommuurd.
De begraafplaats werd aangelegd in de periode 1856-1860 toen men stopte met het begraven rond de parochiekerk. Tijdens de Eerste Wereldoorlog vorderde de Duitse bezetter een stuk grond naast de begraafplaats op om er een militaire begraafplaats aan te leggen waar ongeveer 6.000 Duitse gesneuvelden werden begraven. Er werd een herdenkingsmonument voor de Duitse gesneuvelden opgetrokken. 
In de jaren 1950 werd de Duitse begraafplaats ontruimd en de graven werden overgebracht naar het Deutscher Soldatenfriedhof Saint-Laurent-Blangy. Het terrein werd opgenomen in de burgerlijke begraafplaats maar het Duits monument bleef bewaard. 
Het Duitse monument bestaat uit vier zuilen met bovenop een trappenpiramide. Daarop staan figuren in reliëf en het opschrift "Niemand hat grossere Liebe denn die dass er sein Leben lasset für seine Freunde".
In het interbellum werd op het oude deel van de begraafplaats ook een gedenkzuil opgericht voor de gemeentenaren die sneuvelden in de beide wereldoorlogen en het conflict in Noord-Afrika.

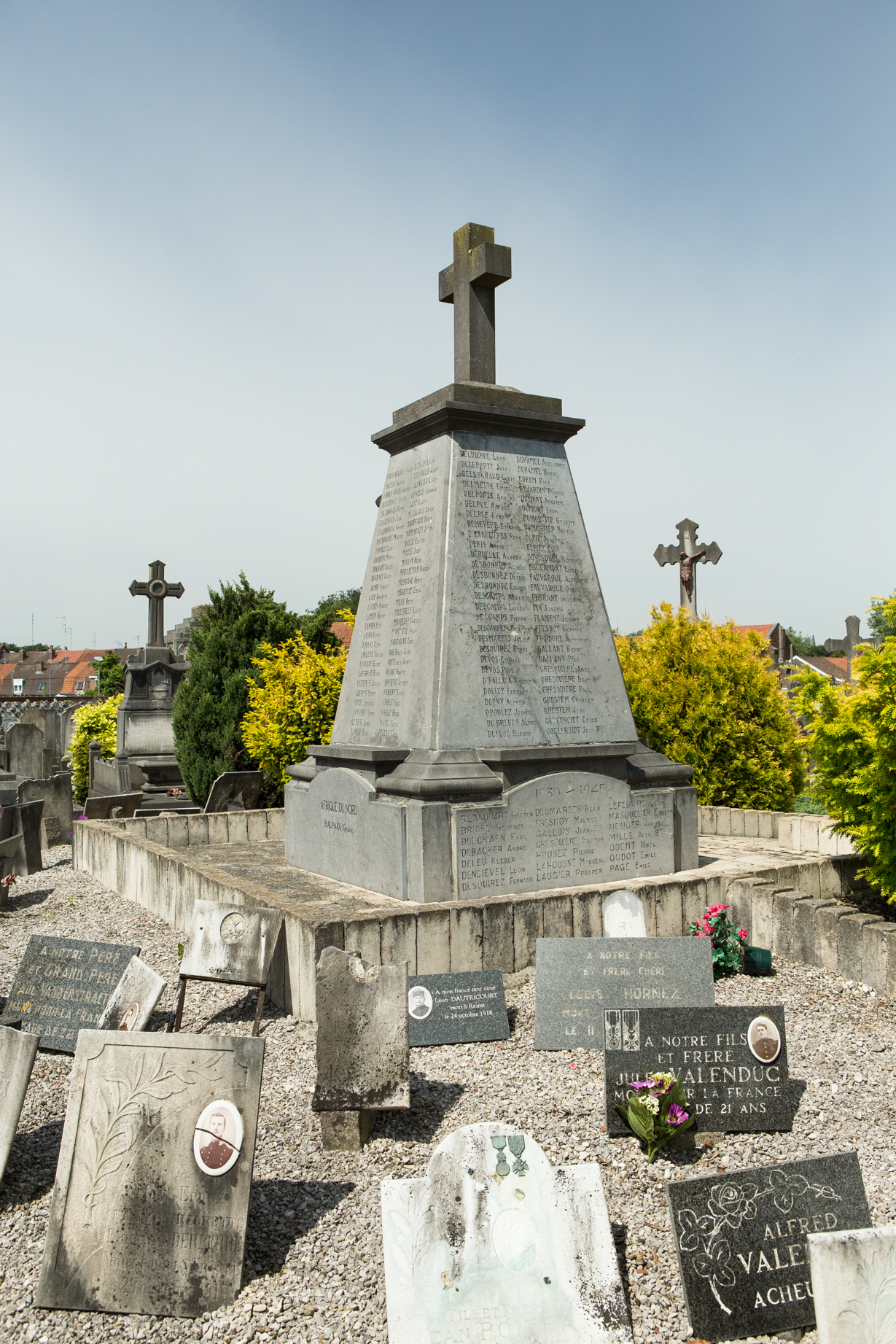
Frans gedenkteken voor de gesneuvelden
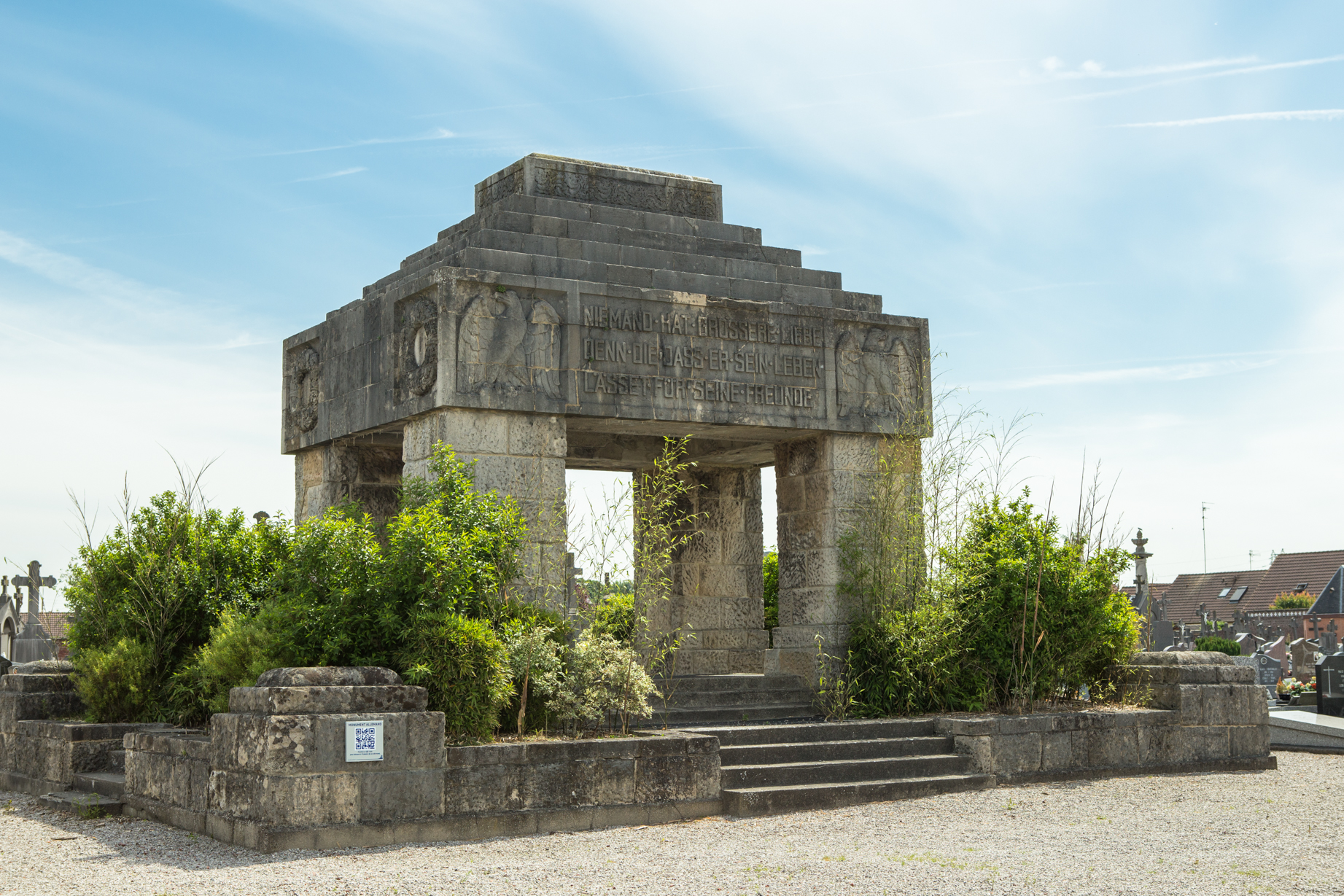
Duits monument voor de gesneuvelden

## Britse oorlogsgraven
Op de begraafplaats ligt een perk met 5 Britse gesneuvelden uit de Tweede Wereldoorlog. Een slachtoffer is niet geïdentificeerd. Zij behoorden bij de British Expeditionary Force dat in mei 1940 strijd leverde tegen het oprukkende Duitse leger. De graven worden onderhouden door de Commonwealth War Graves Commission en  staan er geregistreerd onder Comines Communal Cemetery.